# Kapitulation

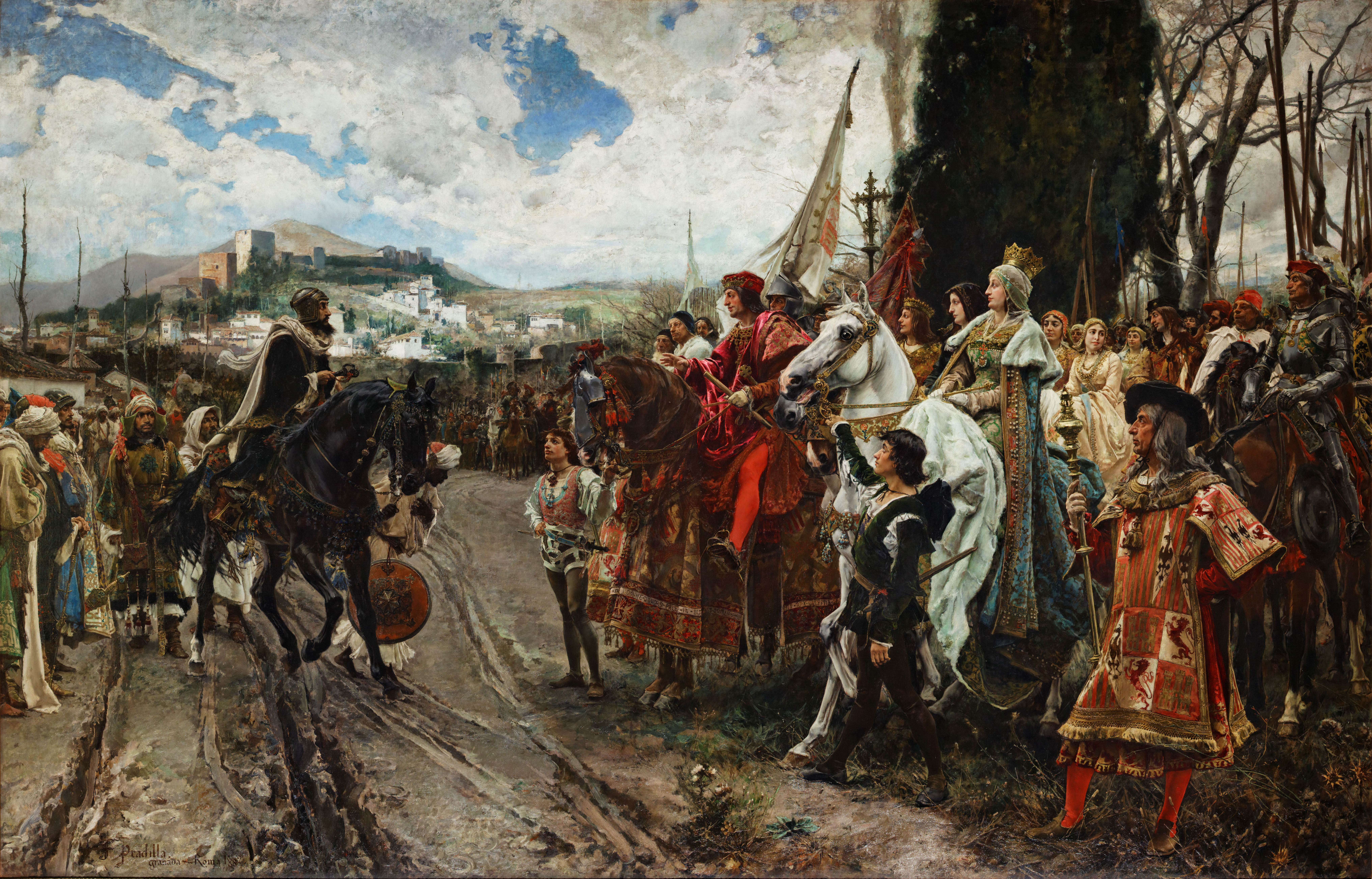
Die Übergabe von Granada
Der muslimische Emir von Granada,
Muhammad XII. übergibt den Schlüssel der Stadt an das christliche Königspaar Isabella und Ferdinand.

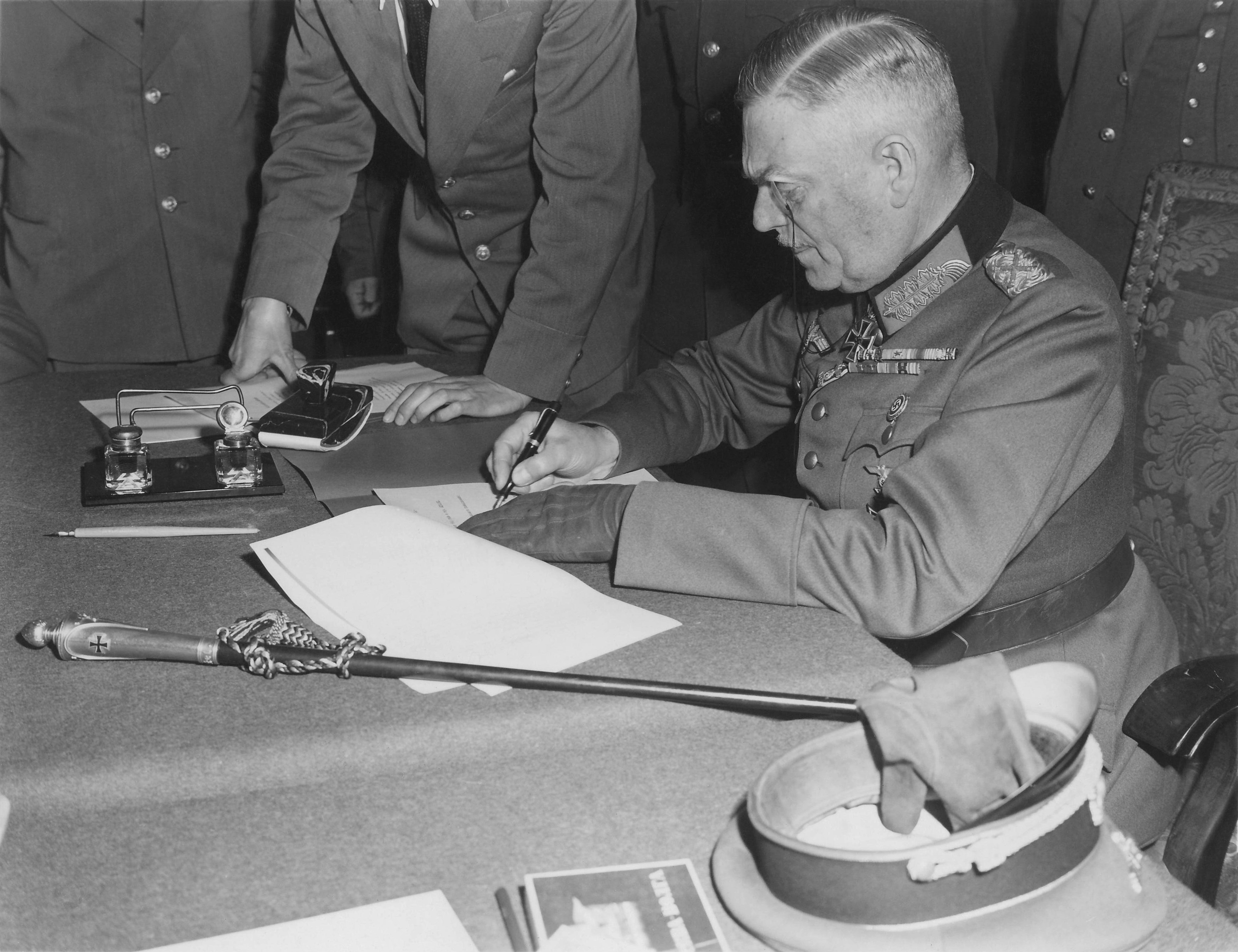
GFM Wilhelm Keitel unterzeichnet in der Nacht vom 8. zum 9. Mai 1945 in Berlin-Karlshorst die bedingungslose Kapitulation der deutschen Streitkräfte.

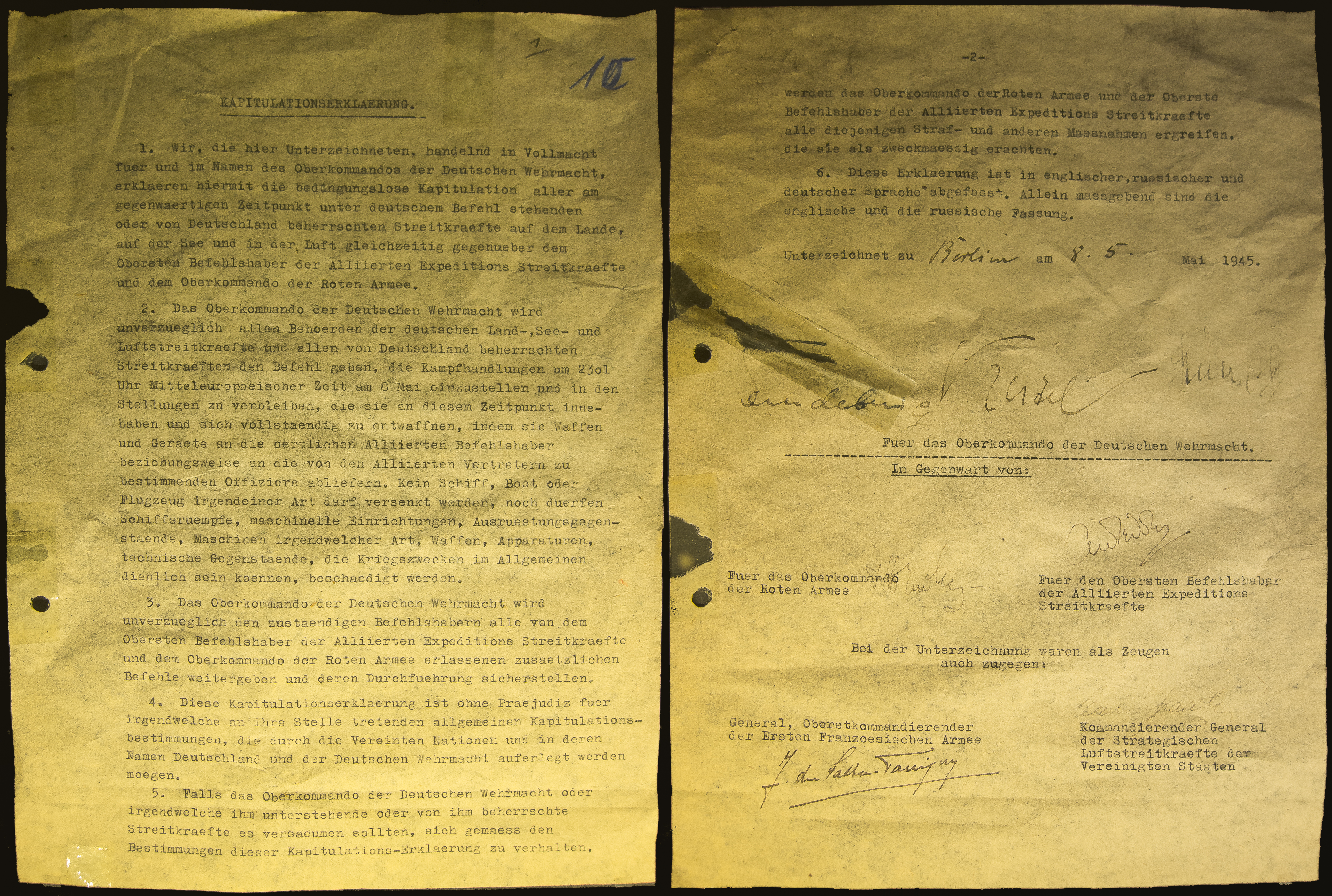
Kapitulationserklärung vom 8. Mai 1945

Eine Kapitulation (oder ein Sich-Ergeben) ist eine Unterwerfungserklärung, im allgemeinen Sprachgebrauch ein „endgültiges Sichbeugen vor überlegener Gewalt“. Im Völkerrecht werden damit Verträge zwischen militärischen Befehlshabern bezeichnet, in denen sich ein Vertragspartner den einseitig festgesetzten Bedingungen des gegnerischen unterwirft. Der Unterlegene in einem Konflikt kann für das Niederlegen der Waffen bestimmte Zugeständnisse verlangen.
Genauere Bestimmungen zur Kapitulation sind in der Haager Landkriegsordnung von 1907 festgehalten, dort insbesondere die Übergabe einzelner Soldaten oder kleinerer Kampfeinheiten als einseitiger Akt (englisch simple surrender), wodurch diese zu Kriegsgefangenen werden.
Die Bedeutung des Begriffs ist im modernen Deutsch auf die Fügung einer unterlegenen militärischen Konfliktpartei verengt. Ursprünglich bezeichnete eine Kapitulation in allgemeinerem Gebrauch eine Übereinkunft in Kapitelform von zumeist öffentlicher Bedeutung.

## Formen
Der Abschluss einer kriegsrechtlichen Kapitulation (englisch capitulation, surrender) wird eingeleitet durch eine Kapitulationsaufforderung durch mit Vollmachten ausgestattete Parlamentäre der siegreichen Partei oder ein Kapitulationsangebot durch entsprechende Parlamentäre der unterlegenen Partei. Es kommen aber auch andere Wege der Informationsübermittlung wie Flugblätter, Funk oder Lautsprecher zum Einsatz. Der Abschluss bedarf keiner besonderen Form und erfordert keine Beteiligung von Regierungen oder Mitwirkung der Parlamente etwa in Form einer Ratifikation.
Bei der Kapitulation unterscheidet man zwischen einer
- (bedingten oder ehrenvollen) Kapitulation, bei der der Unterlegene Bedingungen nennt, von denen die Einstellung der Kampfhandlungen abhängig ist; meist sind dies die Schonung der Freiheit („Freier Abzug“) oder zumindest des Lebens der Unterlegenen – „Freier Abzug“ oder „Behandlung als reguläre Kriegsgefangene“ (altertümlich: ihnen wird Pardon gegeben). Im Gegensatz zum Waffenstillstand wird die siegreiche Partei den Gegner meist entwaffnen, um Angriffen im Falle eines Gesinnungswandels vorzubeugen. Auch ist ein Waffenstillstand jederzeit einseitig kündbar (Art. 36 HLKO), eine Kapitulation hingegen ist unkündbar.[4]
Bis in die Zeit des Deutsch-Französischen Krieges gab es den Freien Abzug mit Waffen und militärischen Ehren. Die kapitulierende Streitmacht durfte in geschlossener Formation mit fliegenden Fahnen, mit voller Bewaffnung, mit ihrem privaten Eigentum, mit klingendem Spiel (also mit musizierender Militärkapelle) und brennender Lunte den Schauplatz auf einem vereinbarten Weg verlassen. Häufig musste sich jeder abziehende Soldat verpflichten, eine gewisse Zeit, meist ein Jahr oder für die Dauer des Feldzuges, nicht gegen den anderen Kapitulationsunterzeichner zu kämpfen. Da die persönliche Ehre auch in der zivilen Gesellschaft damals noch eine – besonders für die adligen Offiziere – bedeutende Rolle spielte, stellte das einen sicheren Weg dar, einen Gegner außer Gefecht zu setzen, ohne ein Problem mit zu vielen Kriegsgefangenen zu bekommen.
- bedingungslosen Kapitulation, bei der außer der militärischen Kapitulation auch die staatlich-politische Kapitulation vollzogen wird. Die Befehlsgewalt über alle Einrichtungen des Militärs geht dabei auf den Gegner über. Es ist aber stets das Militär, welches die Kapitulation vollzieht. Der Begriff der bedingungslosen Kapitulation (unconditional surrender) wurde erstmals im amerikanischen Sezessionskrieg 1861/65 verwendet. Die Armeen der Südstaaten mussten dabei einzeln kapitulieren (Lee, Johnston, …). Die Südstaaten hörten auf, als unabhängiges staatspolitisches Gebilde zu existieren und kamen wieder unter die Herrschaft der Union (USA).
Im Zweiten Weltkrieg wurde der Begriff der bedingungslosen Kapitulation 1943 auf der Konferenz von Casablanca zum ersten Mal von den Alliierten gegenüber Deutschland und Japan verwendet. Damit wurde die Möglichkeit eines Waffenstillstandes auch mit einer anderen politischen Führung ausgeschlossen. Der Gegner sollte entwaffnet, das Land besetzt und eine Militärregierung der Alliierten installiert werden.

## Beispiele

### Stalingrad
Eine bedingte Kapitulation, auch bezeichnet als ehrenvolle Kapitulation, wurde während des Ostfeldzuges im Zweiten Weltkrieg der deutschen 6. Armee vom sowjetischen Generaloberst Rokossowski am 8. Januar 1943 in Stalingrad angeboten:

„Wir garantieren allen Offizieren, Unteroffizieren und Mannschaften, die den Widerstand aufgeben, Leben und Sicherheit sowie bei Kriegsende die Rückkehr nach Deutschland oder auf Wunsch der Kriegsgefangenen in ein beliebiges anderes Land.
Alle Wehrmachtangehörigen der sich ergebenden Truppen behalten ihre Uniform, ihre Rangabzeichen und Orden, die persönlichen Gebrauchs- und Wertgegenstände. Den höheren Offizieren werden Degen und Dienstwaffe belassen.
Den Offizieren, Unteroffizieren und Mannschaften, die sich gefangen geben, wird sofort normale Verpflegung verabreicht. Allen Verwundeten, Kranken und Frostbeschädigten wird ärztliche Hilfe zuteil. Wir erwarten Ihre schriftliche Antwort am 9. Januar 1943 um 15 Uhr 00 Minuten Moskauer Zeit durch einen von Ihnen persönlich bevollmächtigten Vertreter, der in einem mit weißer Flagge kenntlich gemachten Personenkraftwagen auf der Straße von der Ausweichstelle Konnij zur Station Kotluban zu fahren hat. Ihr Vertreter wird am 9. Januar 1943 um 15 Uhr 00 Minuten von bevollmächtigten russischen Offizieren im Rayon >8<, 0,5 km südöstlich der Ausweichstelle 564, erwartet.
Sollte unsere Aufforderung zur Kapitulation von ihnen abgelehnt werden, so kündigen wir an, dass die Truppen der Roten Armee und der Roten Luftwaffe gezwungen sein werden, zur Vernichtung der eingekesselten deutschen Truppen zu schreiten. Die Verantwortung für deren Vernichtung tragen Sie.“

Nachdem dieses Angebot durch die Deutschen zunächst abgelehnt worden war, mussten die verbleibenden Truppen am 31. Januar den Kampf aufgeben, ohne Bedingungen nennen zu können. Von 107.800 deutschen Soldaten kehrten nur 6.000 aus der Gefangenschaft zurück.

### Westfront
Der am 1. August 1944 zum Wehrmachtsbefehlshaber von Groß-Paris ernannte General der Artillerie Dietrich von Choltitz nahm angesichts des zu erwartenden Angriffs der alliierten Truppen auf Paris durch Vermittlung des schwedischen Generalkonsuls in Paris Raoul Nordling Kontakt zur französischen Resistance auf und zögerte die Ausführung des ihm von Hitler erteilten Zerstörungsbefehls durch Militärparaden und Drohungen solange hinaus, bis er die Stadt nach seiner Gefangennahme am 25. August 1944 an Generalmajor Leclerc als Repräsentanten der regulären französischen Streitkräfte übergab.
1944 befehligte Generalmajor Botho Henning Elster (1894–1952) die größte Kapitulation an der Westfront:
Nach langen qualvollen Märschen gen Norden mit zahlreichen Rückzugsgefechten ergab sich Elster am 16. September 1944 mit 18.850 Soldaten und 754 Offizieren auf der Loire-Brücke von Beaugency formell dem US-General Robert C. Macon von der 83. US-Infanteriedivision. Dafür wurde er am 7. März 1945 in Abwesenheit vom 1. Senat des Reichskriegsgerichts wegen „gefährlicher und falsch verstandener Menschlichkeit“ zum Tode verurteilt (Näheres hier).

### Südfront
Der am 16. März 1944 als Festungskommandant nach Genua/Italien versetzte Generalmajor Günther Meinhold verhandelte auf Vermittlung eines Medizinprofessors und dessen deutscher Ehefrau im April 1945 verdeckt mit den italienischen Partisanenvertretern der CLN zunächst um einen ungestörten Abzug seiner Truppen aus Genua gegen die Zusicherung, die Ausführung der befohlenen Zerstörung von Hafen und Industrieanlagen zu verhindern, und kapitulierte nach Ausbleiben des Abzugsbefehls am 25. April 1945 gegenüber den Partisanenvertretern, bevor die alliierten Truppen 2 Tage später die bereits befreite Stadt erreichten.

## Kapitulation einzelner Verbände
Die weiße Fahne ist offiziell seit 1907 in der Haager Landkriegsordnung als das Kennzeichen eines Parlamentärs festgelegt. In der Landkriegsordnung ist festgelegt worden, dass kriegsführende Parteien sich „ritterlich“ verhalten müssen. Da es um 1900 noch Belagerungskriege gab, wurde ein Zeichen gewählt, das auch beim schlimmsten Kampflärm und Pulverrauch aus der Ferne gut zu erkennen ist. Die Farbe Weiß hat dabei als Symbol für Reinheit und Unschuld sicherlich auch einen christlichen Hintergrund. Die weiße Fahne gilt bis heute für Soldaten und Zivilisten als Aufforderung, das Feuer einzustellen.

## Andere Bedeutungen des Begriffs

### Vertrag
Kapitulation (von lateinisch capitulare, „in Kapitel einteilen“) bezeichnete ursprünglich einen Vertrag oder eine schriftliche Vereinbarung im allgemeinen Sinn.
Im militärischen Sinn war sie
- der Vertrag eines Landsknechts oder Söldners mit dem Werber zum Dienst als Soldat;
- der Vertrag eines Obristen mit dem Landesherrn oder Reichskreis zur Bestellung als Regimentsinhaber;
- die Verpflichtung von Soldaten für eine freiwillig verlängerte Dienstzeit (Kapitulanten in den Heeren des Deutschen Kaiserreiches).
- ein Vertrag zwischen zwei souveränen Staaten (z. B. vor 1848 zwischen einem Schweizer Kanton und Frankreich) über die Überlassung von im Staatsgebiet des einen für die Streitkräfte des anderen zu werbenden Soldaten (vgl. Soldatenhandel unten).

Speziell wurde der Ausdruck in folgenden Fällen verwendet:
- Als Wahlkapitulation wurde seit dem Mittelalter ein schriftlicher Vertrag bezeichnet, in dem ein Kandidat seinem Wahlgremium Zusagen für den Fall seiner Wahl machte.
- Für die Verträge zwischen dem Osmanischen Reich und europäischen Staaten im 18. und 19. Jahrhundert. In ihnen vereinbarten die Europäischen Staaten mit der hohen Pforte u. a. weitgehende wirtschaftliche Freiheiten (siehe auch Kapitulationen des Osmanischen Reiches).
- Für Subsidienvertrag bei Vermietung oder Verkauf von Soldaten.

### Umgangssprache
Im umgangssprachlichen Gebrauch wird die Bezeichnung „Kapitulation“ auch dann verwendet, wenn eine Seite geschlagen ist und vom Gegner diktierte Waffenstillstandsbedingungen annehmen muss. Hier fehlt jedoch die für eine Kapitulation erforderliche Besetzung und Entwaffnung. Ein Beispiel wäre der Waffenstillstand von Compiègne 1918. Das Deutsche Reich war zwar militärisch geschlagen, aber keinesfalls bereit, sein Schicksal in fremde Hände zu legen.
Auch wenn jemand ein Vorhaben oder eine Meinung beispielsweise mangels Unterstützung oder aufgrund starker Gegenargumente aufgeben muss, wird ebenfalls der Begriff der Kapitulation verwendet: „Da muss ich kapitulieren!“